# Instrucció (informàtica)
En ciència de la computació, una instrucció és una operació única executada per un processador, definida dins del seu conjunt d'instruccions. En un sentit ampli, una «instrucció» pot ser qualsevol representació d'un element en un programa executable, tal com un bytecode.
A les arquitectures tradicionals, una instrucció inclou un opcode especificant l'operació a ser realitzada, tal com «sumar el contingut de l'adreça de memòria al registre», i zero o més especificadors d'operant, que poden especificar registres, adreces de memòria o dades literals. Els especificadors d'operant poden tenir modes d'adreçament determinant els seus significats o poden tenir un ús fix.
En arquitectures VLIW, les quals inclouen moltes arquitectures de microcodi, operacions simultànies múltiples i operands són especificades en una única instrucció.
La grandària o llargada d'una instrucció varia àmpliament, des de quatre bits en alguns microcontroladors a molts centenars de bits en alguns sistemes VLIW. La majoria dels processadors moderns utilitzats en ordinadors personals, ordinadors centrals i superordinadors, posseeixen instruccions amb grandàries entre 16 i 64 bits. En algunes arquitectures, principalment en la majoria dels RISCs, les instruccions posseeixen una grandària fixa, corresponent típicament a la grandària de la paraula en aquesta arquitectura. En altres arquitectures, les instruccions posseeixen llargada variable, típicament múltiples integrals d'un byte o d'una mitja paraula.
Les instruccions que constitueixen un programa rarament són especificades usant la seva forma numèrica interna; poden ser especificades per desenvolupadors usant llenguatge d'assemblador o, més comunament, poden ser generades per compiladors.